# Ligne de La Madeleine à Comines-France
La ligne de La Madeleine à Comines-France est une ligne ferroviaire française non électrifiée, à voie unique. Elle desservit, jusqu'à l'arrêt de son exploitation en décembre 2019, les gares de La Madeleine (Nord), Marquette-lez-Lille, Wambrechies, Quesnoy-sur-Deûle, Deûlémont, Sainte-Marguerite et Comines, son terminus. La voie continuait autrefois jusqu'à Comines (Belgique), sur le réseau de la SNCB.
Elle constitue la ligne no 296 000 du réseau ferré national.

## Historique
Cette ligne, destinée à raccourcir la distance entre Tournai et Ypres et à desservir une zone peuplée, avait été concédée à titre éventuel à la Compagnie des chemins de fer du Nord en 1868.
La ligne « de Lille à Comines » est concédée à titre définitif par une convention signée le 22 mai 1869 entre le ministre des Travaux Publics et Messieurs Anatole de Melun, conte Charles Werner de Mérode, Louis Dupont, Florimond de Coussemaker, Isidore-David Portau, Benjamin Labarbe. Cette convention est approuvée à la même date par un décret impérial.
Toutefois, à la suite de difficultés financières, dès le 17 décembre 1875, la Compagnie des chemins de fer du Nord-Est signe un traité avec la Compagnie des chemins de fer du Nord pour l'exploitation jusqu'à l'échéance de la concession de l'ensemble des lignes dont elle est concessionnaire. Ce traité est approuvé par un décret le 20 mai 1876.
La ligne est ouverte à l'exploitation le 15 juin 1876.
Elle est rattachée au réseau de Compagnie des chemins de fer du Nord selon les termes d'une convention signée entre le ministre des Travaux publics et la compagnie le 5 juin 1883. Cette convention est approuvée par une loi le 20 novembre suivant. Toutefois, la Compagnie des chemins de fer du Nord n'en deviendra pleinement concessionnaire qu'à la suite d'un traité passé avec la Compagnie des chemins de fer du Nord-Est le 30 mars 1889 et approuvé par une loi le 7 février 1890.
Le trafic des voyageurs vers la Belgique est suspendu en 1955 et la section vers la frontière belge ferme en 1963 concomitamment avec la ligne 68 menant jusqu'à la gare belge de Comines.
Le trafic au-delà de la gare de Comines-France perdurera néanmoins sous la forme de l'embranchement vers la centrale thermique de Comines qui ferme en 1985. L'assiette de la voie entre la gare et les abords de la Lys a été réutilisée par le réseau routier.
Les culées du pont frontalier ont été laissées en place. Celle située en Belgique a été détruite en 2017, peu avant l'élargissement de la Lys pour faciliter la navigation.

## Infrastructure
Dans les années 2000, la ligne est une voie unique exploitée sous un régime spécial ; en effet, il ne peut y avoir qu'une circulation engagée à la fois, ceci étant défini par consigne. Aucun croisement n'est plus possible.

### Vitesse limite
La vitesse limite de la ligne, à partir de décembre 2017, est de 40 km/h pour tous les types de trains (du fait du manque d'entretien de la voie).

## Exploitation
Depuis les années 1960, la section transfrontalière est fermée et déposée.
La desserte proposée au service annuel 2018 est de qualité médiocre, puisqu'il n'existe que trois aller-retours par jour, qui plus est à des horaires peu attractifs ; en effet, il n'y a aucun départ de Lille après 17 h 50. Une amélioration rapide semble peu probable, ne serait-ce que pour des raisons techniques, l'absence de point de croisement (hormis sur la section Lille – La Madeleine, puisque faisant partie de la double voie Lille – Calais) limitant très fortement la capacité de la ligne reliant Comines.
D'autre part, le matériel utilisé était souvent ancien (compositions BB 67400 + RIO) et peu confortable. En conséquence, la fréquentation de la ligne était alors très faible[réf. nécessaire], et ce d'autant plus que l'axe est desservi en parallèle par la ligne de bus Liane 90. En 2012, le matériel a été remplacé : la desserte est désormais effectuée en autorail grande capacité (AGC), ce qui a rendu le trajet plus confortable.
La réflexion concernant le futur de cette ligne (dont la vitesse limite est de 60 km/h en 2016) porte sur une éventuelle cession à la Métropole européenne de Lille, afin d'engager des travaux de viabilisation (d'un coût estimé entre 30 et 50 millions d'euros, avec la participation financière de la région) et ainsi éviter sa fermeture, alors prévue vers 2019. Pour des raisons de sécurité liées à son état, la vitesse limite de la ligne en exploitation commerciale est abaissée à 40 km/h en décembre 2017.
La ligne est fermée depuis le 15 décembre 2019 (les dernières circulations ont cependant eu lieu quelques jours auparavant, en raison d'une grève). Sa réouverture, non encore datée, pourrait se faire sous la forme d'une ligne de tramway (mais se pose le problème de sa poursuite dans l'agglomération lilloise, en raison notamment de l'écartement standard de la voie qui n'est pas compatible avec la voie métrique de l'actuel réseau urbain) ou de bus à haut niveau de service (en remplaçant la voie ferrée par une voie routière réservée) ; dans tous les cas, elle serait exploitée par un concurrent de la SNCF.